# كاستل فوكوجنانو
 كاستل فوكوجنانو هي كومونا في أريتسو، توسكانا، وسط إيطاليا. تقع في وادي كازينتينو على الضفة اليسرى لنهر اورنو وعلى الرغم من أنه سُمّي على اسم قرية تقع على منحدرات ألب دي كاتانيا ، إلا أن مقر البلدية يقع في مدينة راسينا الصناعية.

## تاريخ
خلال الحرب العالمية الثانية كانت راسينا موطنًا للعديد من الجنود الأمريكيين الذين كانوا يختبئون أو يستعدون للهجوم على الجيش الألماني. قُتل العديد من الأشخاص أثناء القتال ضد الجنود الفاشيين. في عام 1992 ، غمر نهر أرنو راسينا بالكامل بالمياه.

## اقتصاد
تتوسع راسينا اليوم وأصبحت واحدة من المراكز الصناعية الرائدة في كازينتينو , فهي موطن لواحد من أكبر مصانع الأسمنت في أوروبا.

## المدن التوأم
- Champcevinel, France, since 1992